# The Human Body
Pour les articles homonymes, voir The human body.
 (décembre 2022).
Si vous disposez d'ouvrages ou d'articles de référence ou si vous connaissez des sites web de qualité traitant du thème abordé ici, merci de compléter l'article en donnant les références utiles à sa vérifiabilité et en les liant à la section « Notes et références ».
Albums de The Electric Soft Parade
The American Adventure
(2003) No need to be downhearted
(2007)
The Human Body est un Extended play six titres sorti en novembre 2005 par The Electric Soft Parade.
Cet EP est la première livraison du groupe pour sa nouvelle maison de disques Truck Records. Produit et écrit par The Electric Soft Parade, les six titres ont été enregistrés en quelques jours à peine. Naviguant entre pop, rock et ambiance plus symphonique, Ils marquent le retour des frères White, salué par de nombreuses critiques élogieuses[réf. souhaitée].
À noter que la version américaine possède un titre en plus, The Captain, et que le titre Cold World est aussi inclus sur l'album No need to be downhearted.

## Titres
1. A Beating Heart
2. Cold World
3. Stupid Mistake
4. Everybody Wants
5. The Captain (uniquement sur la version US)
6. Kick in the Teeth
7. So Much Love